# جون ويشارت
جون ويشارت هو جراح كندي، ولد في 27 مايو 1850 في جيلف-إيراموسى في كندا، وتوفي في 6 نوفمبر 1926 في لندن في كندا.